# Pointilism

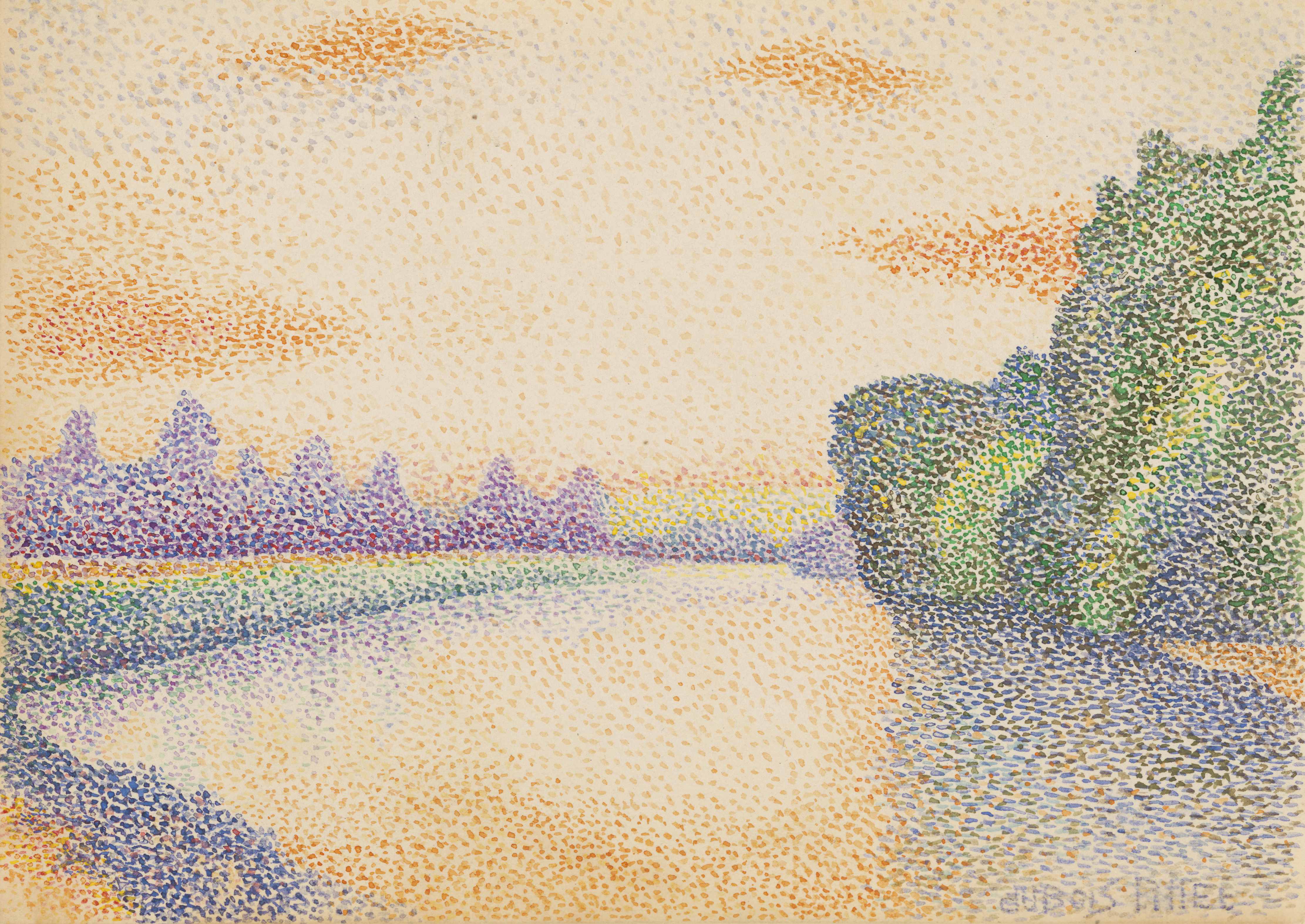
Albert Dubois-Pillet - Pe malurile Marnei la răsărit

Pointilismul (în limba franceză: Pointillisme de la point = punct), denumit și Divizionism, este o tehnică introdusă în pictură la sfârșitul secolului al XIX-lea de artiștii neoimpresioniști francezi Georges Seurat, Paul Signac și alții, folosind - pentru a asigura efectul fuziunii culorilor pe retină - tonuri pure, juxtapuse, ca elementele unui mozaic, în suprafețe din ce în ce mai mici.
Termenul de  „Pointillism” a fost intenționat folosit de criticii de artă de la sfârșitul anilor 1880 pentru a ridiculiza lucrările acestor artiști plastici. Departe de a avea succes, termenul folosit inițial în sens peiorativ, înseamnă astăzi cu totul altceva, numele unei serioase mișcări artistice.
Mișcarea artistică inițiată de Seurat, folosind această tehnică de pictat, este cunoscută ca Neoimpresionism. Mișcarea artistică a Divizionismului, utilizează o tehnică similară de a realiza imagini, dar în loc de a folosi puncte, divisioniștii utilizează tușe de pensulă asemănătoare unor cuburi în perspectivă.

## Tehnică
Tehnica aceasta a tușelor divizate - divizionism - se va accentua până la obținerea unor puncte colorate, ceea ce a adus mișcării și numele de pointillism. Din rețeaua de tușe divizate sau puncte, se încheagă formele obiectelor și ființelor reprezentate. 

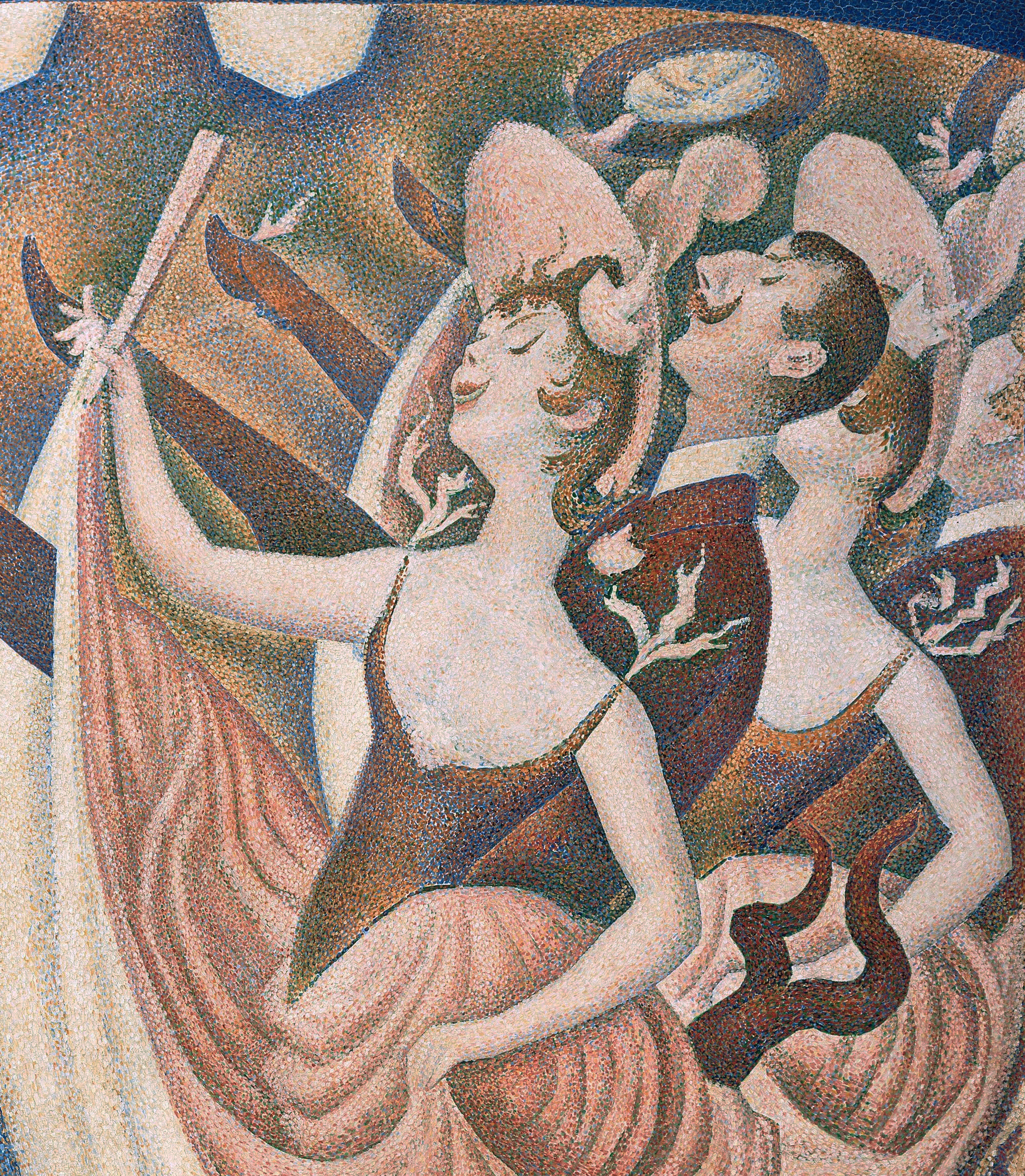
Georges Seurat: Studiu pentru Le Chahut - Courtauld Institute Galleries Londra

Un principiu ordonator se află îndărătul ecranului luminos al pânzei, încercând să refacă arhitectura lumii vizibile pulverizate de percepțiile prea directe ale impresionismului. 
Tehnica se bazează pe "Legile contrastului simultan al culorilor" ale lui Eugène Chevreul, potrivit cărora, fiecare culoare de bază oferă posibilitatea de a sesiza și culoarea complementară, deoarece micile pete perceptibile de la o anumită distanță se contopesc în ochii privitorului. Spre exemplu, pentru a obține culoarea verde trebuie amestecat albastrul cu galben. Pointilliștii, în schimb, pictează pe pânză un mic punct albastru și imediat alături un punct galben de aceleași dimensiuni. Contopirea acestor două culori realizează în ochii privitorului, de la o anumită distanță, culoarea verde. 
Aceste principii sunt cel mai bine ilustrate în opera lui Seurat care, spre deosebire de Signac, se simțea atras și de mișcarea simbolistă. Deși mai în vârstă, Camille Pissarro a utilizat și el un timp tehnica pointillistă. Alți pictori, care au adoptat acest procedeu, au fost Maximilien Luce, Henri-Edmond Cross, Lucie Cousturier.
Cum se face?
Iei o pensulă rotundă și apropii vârful de foaie, ne mișcând foaia sau pensula, iar după acea iei pensula de pe foaie obținând astfel, un punct. Continui așa până obții o formă (spre exemplu o floare) și după acea o umplii cu puncte mai mici, de diferite culori, așa obținând un spectaculos tablou.